# 土田康彦
土田 康彦（つちだ やすひこ、1969年（昭和44年）7月30日 - ）慶應義塾大学大学院/メディアデザイン研究科/ヴェネツィアンガラス作家/小説家/芸術.音楽.文学.食文化の融合『アートな夕べ』創始者/朗読会/『辻調鮨科』『神戸みなと食堂』/ロックバンド『イッパンジー』プロデューサー/愛称は、ツッチー。

## 概要
作風は多様であるが、特筆すべきは、強いメッセージやコンセプト、哲学が各作品の根底に一貫して存在している点である。 その作風より「ガラスの詩人」の異名をもつ。近年、文学、食、建築、映画、ファッション、音楽などジャンルを超えた活動を展開し、各分野の作家とのコラボレーションが注目されている。 土田の展覧会の真骨頂である「アートな夕べ」とは、芸術と文学と音楽と食を融合した総合芸術であり、土田本人がそれを自らプロデュースしている。その中でも核となる要素は朗読会であろう。小さなレストランの片隅で、10人ほどの仲間たちを集め始まった小さな試みが、数年後の2024年には全国7都市を巡り、延べ1700人以上の動員を記録するほどのイベントへと成長している。
2015年に作品集『運命の交差点』を出版。フジサンケイビジネスアイ賞・金賞をダブル受賞する。
同年のミラノ万博では、書家・紫舟氏の書をガラスで造形した彫刻作品を発表。
2016年のヴェネチア・ビエンナーレ国際建築展では、403architecture の『ガラス橋』に制作協力。それぞれ最優秀金賞と審査員特別賞を受賞する。 
2016年放送の NHK『SWITCH インタビュー達人達』では、パティシエ小山進氏との対談が大きな反響を呼んだ。
2019年、日展に入選。2021年に処女作となる青春群像小説『辻調鮨科』が祥伝社より出版される。
2022年、京都の大雅堂にて個展。
2023年5月、日本橋三越本店にて大規模な集大成展が開催される。
6月には、田邊アツシ監督作品『マゴーネ 土田康彦「運命の交差点」についての研究』が公開される。
同年、『神戸みなと食堂』は托口出版より出版される。

## 来歴
1969年大阪市城東区生まれ。幼い頃に母親を亡くし、その後岡山県高梁市に転居。1981年、小学6年生の時に、テレビのCMで「芸術は爆発だ」と放つ岡本太郎に衝撃を受ける。 1989年大阪あべの辻調理師専門学校卒業と同時に渡欧しパリで2年間暮らす。そしてパリを拠点にヨーロッパ各都市を巡りながら食と芸術の道を目指す。 1991年からイタリア・ヴェネツィアへ移住。当初4年間は老舗レストラン『ハーリーズ・バー』で修行の傍ら芸術活動にも励む。 1993年にトリエステの画廊にて初個展。1994年からはムラノ島にてガラス制作を開始する。1995年、田中一光の導きのもとでガラスによる茶道具を制作。1997年よりアート・スタジオ『Coboking』を主宰。 2000年ヴェネチア・ガラス研究所理事、2003年には理事長就任。2009年 WOWOW で放送された『探究者たち・類希なる若き才能、ヴェネチアから世界へ・アーティスト：土田康彦』が最も優れたドキュメンタリー番組としてギャラクシー賞を受賞。2014年 第53回日本現代工芸美術展にて現代工芸賞を受賞。作品は京都市美術館、金沢21世紀美術館、静岡県立美術館など全国８ヶ所を巡回した。2019年 レクサスのCMに代表作『孔雀シリーズ』が採用される。2022年 映画監督田邊アツシが8年にわたり撮影したドキュメンタリーフィルム「マゴーネ　土田康彦『運命の交差点』についての研究」が世界各地の11の映画祭にエントリー、計五つの賞を受賞した。

## 年譜
1969年 大阪市に生まれる。
1988年 辻調理師専門学校卒業と同時に日本を離れ、パリで食と芸術の道を目指す。
1992年 イタリア・ヴェネチアへ住まいを移す。老舗レストラン・バー『ハーリーズ・バー』に勤務するかたわら各地で個展を行なう。
1995年 ムラノ島にてガラス制作に携わる。
1996年 スキアヴォン・ガラス社アート・ディレクターに就任。
1996年 日本の竹をモチーフとするガラス彫刻『バンブー・コレクション』を発表。世界各国で展覧会を開催し、絶賛される。
2000年 ヴェネツィアン・ガラス研究所理事に就任。
2003年 ヴェネチアン・ガラス研究所理事長に就任。
2004年 デュッセルドルフにて名誉技術賞受賞。
2008年 トスカーナ・グロセト市より文化振興貢献者褒賞受賞。
2008年 ヴェネツィアで行われた第11回オープン国際彫刻展に日本代表として出展し、最優秀グランプリ受賞。
2009年 WOWOW で放送された『探究者たち・類希なる若き才能、ヴェネチアから世界へ・アーティスト：土田康彦』が最も優れたドキュメンタリー番組としてギャラクシー賞を受賞。
2010年 三宅一生『IM10』プロジェクトのコンペに招待参加。
2012年 軽井沢ニューアートミュージアムにて、白いガラスによる詩的な作品群『イマジン・シリーズ』を発表。話題を呼んだ。
2013年 『運命の交差点』を発表。透明感のある色彩ガラスと研磨技法により作品コンセプトを見事に具現化。
2013年 モントリオール世界映画祭にて最優秀芸術貢献賞、日本アカデミー優秀賞９部門を受賞した映画 「利休にたずねよ」に、ヴェネツィアン・グラス作家として参画。
2014年 第53回日本現代工芸美術展にて現代工芸賞を受賞。作品は京都市美術館、金沢21世紀美術館、静岡県立美術館など全国８ヶ所を巡回した。
2014年 沖縄琉球ガラス村に招待され、4ヶ月間に渡り新作「民族性・DNA」を制作する。
2015年 ミラノ万博・日本館にて書家・紫舟氏の書をガラスで造形した彫刻作品を発表。日本館は200万人以上の記録的来館者数を記録し、最優秀金賞を受賞。
2015年 作品集「運命の交差点」を出版。フジサンケイビジネスアイ賞と金賞をダブル受賞。
2015年 沖縄県立美術館で個展「DNA－民族性」を開催。
2016年 ヴェネツィア・ビエンナーレ国際建築展・日本館において、403architecture [dajiba]の出展作品「ガラス橋-en」に制作協力。日本館が審査員特別賞を受賞。
2017年 創流90 周年を迎えた草月流四代目家元勅河原茜とコラボレーションを行う。
2017年 歴代作品がフロリダ・イマジン・ミュージアムに永久収蔵となる。
2018年 ウィスコンシン州RAM美術館の団体展にてガラス作品を展示。
2019年 レクサスのCMに作品が採用される。
2019年 日本橋三越本店画廊にて個展を行う。
2019年 日展にて入選。新国立美術館にて展示される。
2020年 山口ボルボ・カーにて個展を開催。
2021年 京都大雅堂にて個展を開催。
2021年 祥伝社より処女作「辻調鮨科」が出版される。
2021年 アルゼンチンで開催されたInternational Film & Art Festivalにて、映画界に最もインスピレーションを与えたアーティストへ与えられる特別賞を受賞。
2022年 映画「マゴーネ／土田康彦」が世界各地の11の映画祭にエントリー、計五つの賞を受賞。
2022年 第60回日本現代工芸美術展にて現代工芸特別賞を受賞。作品は東京都美術館、京都市京セラ美術館、金沢21世紀美術館、福岡市美術館など全国８ヶ所を巡回した。
2022年 京都大雅堂にて個展を開催。
2023年 ブルガリアの首都ソフィアで開催されたガラス・ビエンナーレに選出される。
2023年 月より映画「マゴーネ／土田康彦」シネスイッチ銀座を皮切りに全国公開。
2023年 托口出版より2作目の小説「神戸みなと食堂」が出版される。
2023年 日本橋三越本店にて集大成展を開催。
2024年 京都大雅堂にて個展を開催。
2024年 ロックバンド「イッパンジー」のファーストアルバムをプロデュースする。
2024年 東京、名古屋、京都、大阪、福岡、山口を巡ったロックバンド「イッパンジー」の初全国ツアーをプロデュースする。
2024年 「辻調鮨科」の朗読会を全国７都市にて開催。
2025年　慶應義塾大学大学院入学
2025年　大阪万博EXPO2025を記念してリリースされた初の「ルイ・ヴィトン・シティガイド大阪2025」において「大阪を代表する15人の顔とクリエイター」に選出された。

## 代表作
・楽時碗シリーズ
・ウィンドウシリーズ
・バンブーシリーズ
・運命の交差点シリーズ
・イノセントシリーズ

## 著作
・『運命の交差点』ADP出版、2015年
・『The Voice』株式会社ブックエンド社、2021年
・『辻調鮨科』祥伝社、2021年
・『神戸みなと食堂』托口出版、2023年

## 出演

### ドキュメンタリー番組
・探究者たち
「類希なる若き才能、ヴェネチアから世界へ アーティスト：土田康彦」（2008.11.23 WOWOW）
・5局共同特別番組 TASUKI 繋がる想い
「アーティスト対談 俳優：石原さとみ＋ガラス作家：土田康彦」（2012.1.7 BS 民放）
・職業としての芸術家論
「アーティスト対談 画家：千住博＋ガラス作家：土田康彦」（2012.8.27 TBS）
・クロスロード
「未来への挑戦者たち アーティスト：土田康彦」（2015.3.5 テレビ東京）
・SWITCH インタビュー 達人達
「パティシエ：小山進＋ガラス作家：土田康彦」（2016.1.15 NHK）

### 映画
・「マゴーネ／土田康彦「運命の交差点」についての研究」（2022.1.20）

### エキストラ出演映画
・「利休にたずねよ」 監督:田中光敏　主演:市川海老蔵　原作:山本兼一（2013）
・「燃えよ剣」 監督:原田眞人　主演:岡田准一　原作:司馬遼太郎（2021）